# Heosemys depressa
Heosemys depressa (лат.) — редкий вид черепах рода колючие черепахи (Heosemys), обитающий в западной Мьянме (штаты Ракхайн и Чин), а также в прилегающих районах Бангладеш.

## Описание
Сухопутный, роющий вид, населяющий влажную местность.
Черепахи имеют сглаженный щиток светло-коричневого цвета, иногда с чёрной границей или чёрными пятнистыми полосами. Щиток имеет видный киль и достигает в длину до 26 см. Края относительно плоского карапакса зазубрены. Цвет карапакса варьируется от светло-коричневого до орехово-коричневого с темным рисунком (полосы, треугольники, линии). Жёлтый, с тёмно-коричневыми или чёрными пятнами на каждом щите, пластрон является зубчатым сзади. Присутствуют и подмышечные, и паховые щиты. Перемычка обычно длинная тёмно-коричневого или чёрного цвета.
Окклюзионная поверхность челюсти узкая, роговое покрытие челюсти (клюва) зубчатое.
Голова серо-коричневого или серого цвета, умеренного размера, вытянутая. Радужная оболочка — коричневая. Шея, конечности и хвост — жёлто-коричневые. Передние конечности имеют большие, квадратные щитки, частично перепончатые ноги и тяжелые когти. Перепонки между пальцами не развиты.
Самца можно отличить от самки по вогнутому пластрону и большому толстому хвосту.

## Ареал и экология
До 2013 года считалась эндемиком хребта Ракхайн в одноимённом штате Мьянмы, однако в 2013 г. популяция вида была обнаружена в холмах штата Чин, а в 2014 г. - в Бангладеш. Обитает в вечнозеленых и бамбуковых лесах, иногда населяют лиственные леса.

## Содержание в неволе
В неволе всеядны, ели бананы, клубнику, салат латук, земляных червей, новорожденных мышей.

## Охрана и разведение в неволе
В 2003 году была включена МСОП в список 25 видов черепах мира, находящихся под наибольшей угрозой исчезновения. В Мьянме охраняется законом, вывоз черепах из мест их обитания считается браконьерством и контрабандой.
Араканская лесная черепаха была описана британским зоологом Джоном Андерсоном в 1875 году. До 1908 года в Бирме (тогдашнее название страны), которая была колонией Великобритании, было найдено всего 6 экземпляров этих черепах. После того, как британский офицер нашёл последнюю особь в 1908 году, на долгие 86 (!) лет Heosemys depressa исчезает из поля зрения учёных, и вид посчитали вымершим.
Но, в 1994 году, пару черепах этого вида неожиданно обнаружили на продовольственном рынке в Китае, в провинции Юньнань, граничащей с Мьянмой. После этого, американской природоохранной организацией Wildlife Conservation Society (WCS), совместно с коллегами из Мьянмы, были предприняты несколько экспедиций в горные леса штата Ракхайн, с целью обнаружить места обитания вида. Поиски черепах в дикой природе принесли первый результат 7 февраля 2000 г., когда в бамбуковом лесу неподалёку от ручья был найден с помощью охотничьей собаки, самец черепахи длиной 22 см и весом 1,3 кг.
31 мая 2009 г. команда исследователей из WCS, совместно с учёными из Мьянмы, обнаружила популяцию черепах в заповеднике дикой природы Rakhine Yoma Elephant Range.
Как и большинству видов азиатских черепах, араканской лесной черепахе угрожает нелегальный сбор для употребления в пищу, для использования в качестве лекарственного средства в традиционной восточной медицине, а также для продажи богатым коллекционерам рептилий.  
В зоопарках разведения этого вида добиваются с трудом. В мае 2007 года Зоопарк Атлантыв США, одно из немногих мест в мире, где черепахи размножаются в неволе, объявил об успешном появлении их четвёртого детеныша, который родился там за последние шесть лет. Черепахи спариваются только раз в год, и яйцу требуется 100 дней до вылупления. Вторым зоопарком, где удалось успешно получить потомство Heosemys depressa, является Мюнстерский зоопарк в Германии.